# Los Angeles Dodgers
Los Angeles Dodgers (fra tiden i New York kendt som Brooklyn Dodgers) er et amerikansk baseballhold fra Los Angeles i Californien, der spiller i MLB-ligaen. Brewers hører hjemme i Western Division i National League og spiller sine hjemmekampe på Dodger Stadium.
Dodgers blev stiftet i 1883 i New York City under navnet Brooklyn Atlantics. Holdet var i Brooklyn bedst kendt under tilnavnet Dodgers, som det beholdt, da klubejeren i 1958 valgte at flytte det til Los Angeles, hvor det har hørt til siden. 
Dodgers har seks gange 1955, 1959, 1963, 1965, 1981 og 1988 vundet World Series, finalen i MLB-ligaen. Det første mesterskab blev vundet i New York som Brooklyn Dodgers.
Blandt de berømte centerfieldere i klubben var Fielder Jones